# Pe câmp de glorie
Pe câmp de glorie (în poloneză Na Polu Chwały) este un roman istoric de dragoste din 1906 de Henryk Sienkiewicz. Are subtitlul Un roman istoric din vremea regelui Jan Sobieski. 
Romanul, relativ scurt în comparație cu alte opere ale lui Sienkiewicz, este împărțit în 34 de capitole mici. Acțiunea are loc pe vremea regelui Jan Sobieski, cu câteva luni înainte de Bătălia de la Viena.